# Antonio Giuseppe Bossi

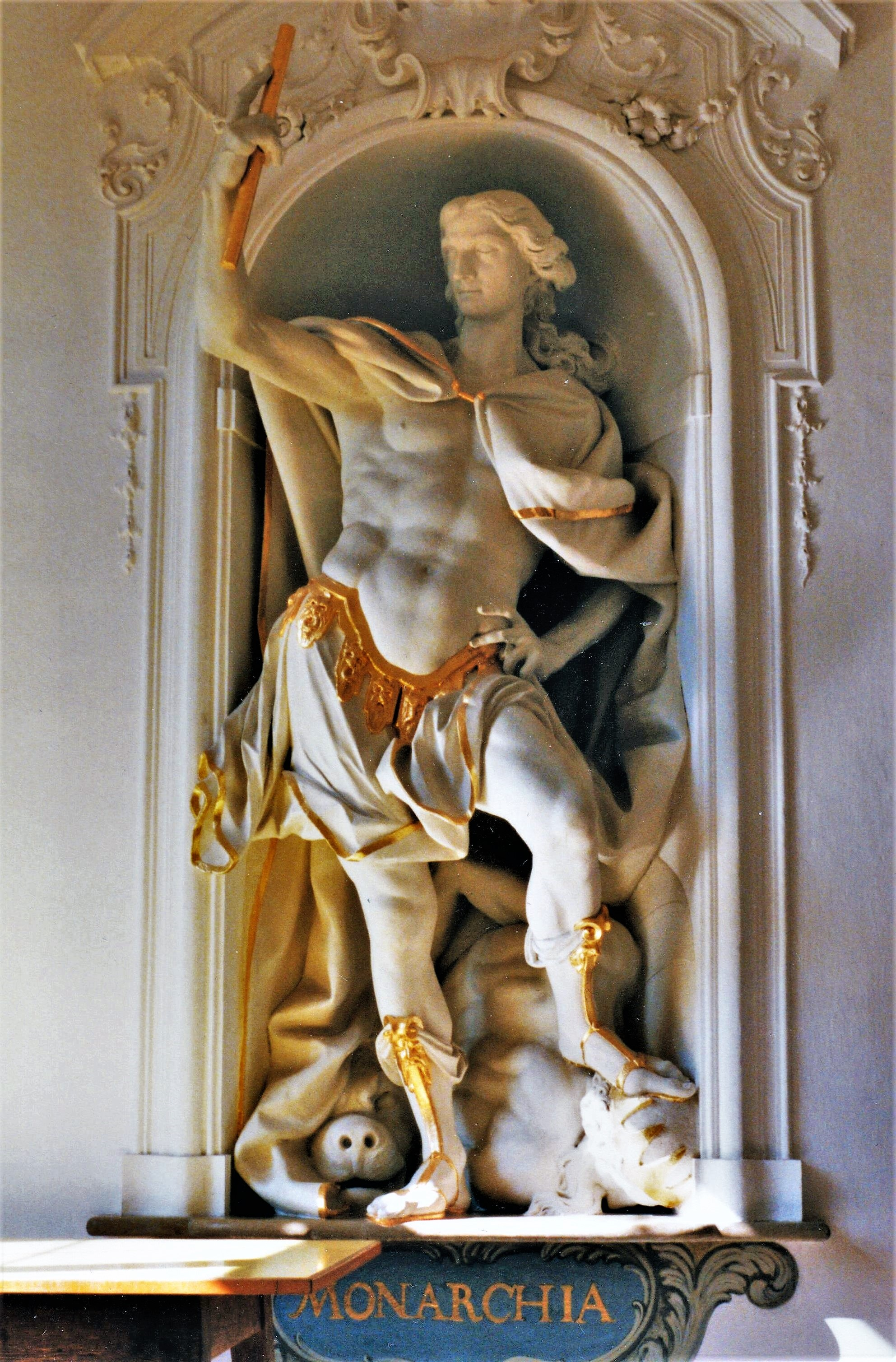
Monarchia (Alleinherrschaft) von Antonio Bossi, eine der acht Stuckfiguren im Vorsaal des Kaisersaales der ehemaligen Reichsabtei Ottobeuren: Allegorien des Herrschertums und seiner Tugenden

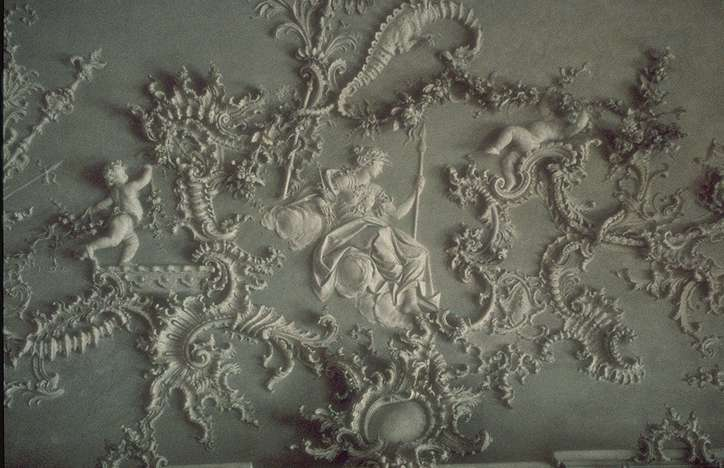
Detail des Deckenstucks im Weißen Saal der Würzburger Residenz

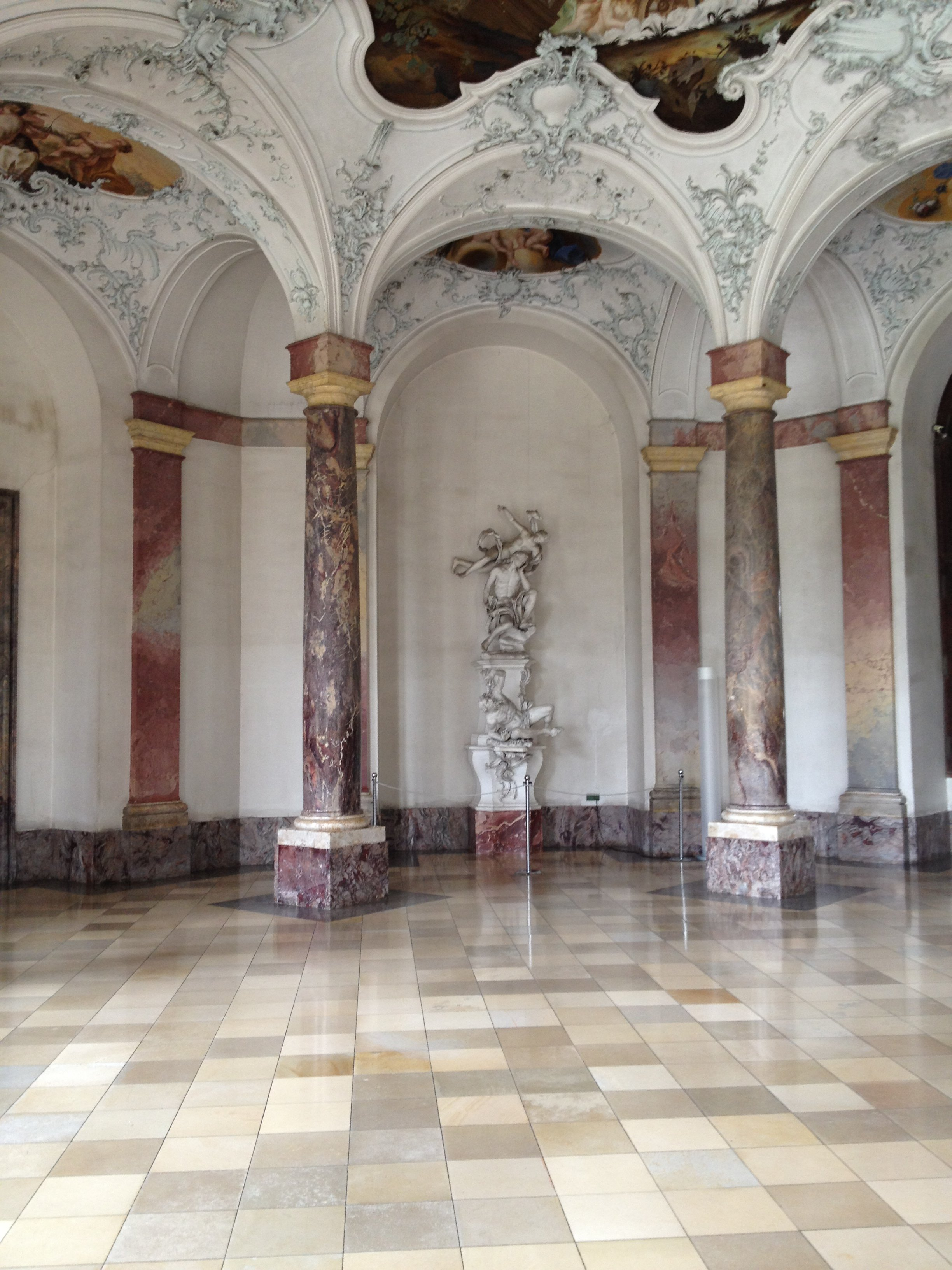
Sowohl die Deckenstuckierung als auch die beiden Figurengruppen des Gartensaals der Würzburger Residenz sind von der Hand Antonio Bossis. Hier der Blick auf die südliche der beiden Figurengruppen

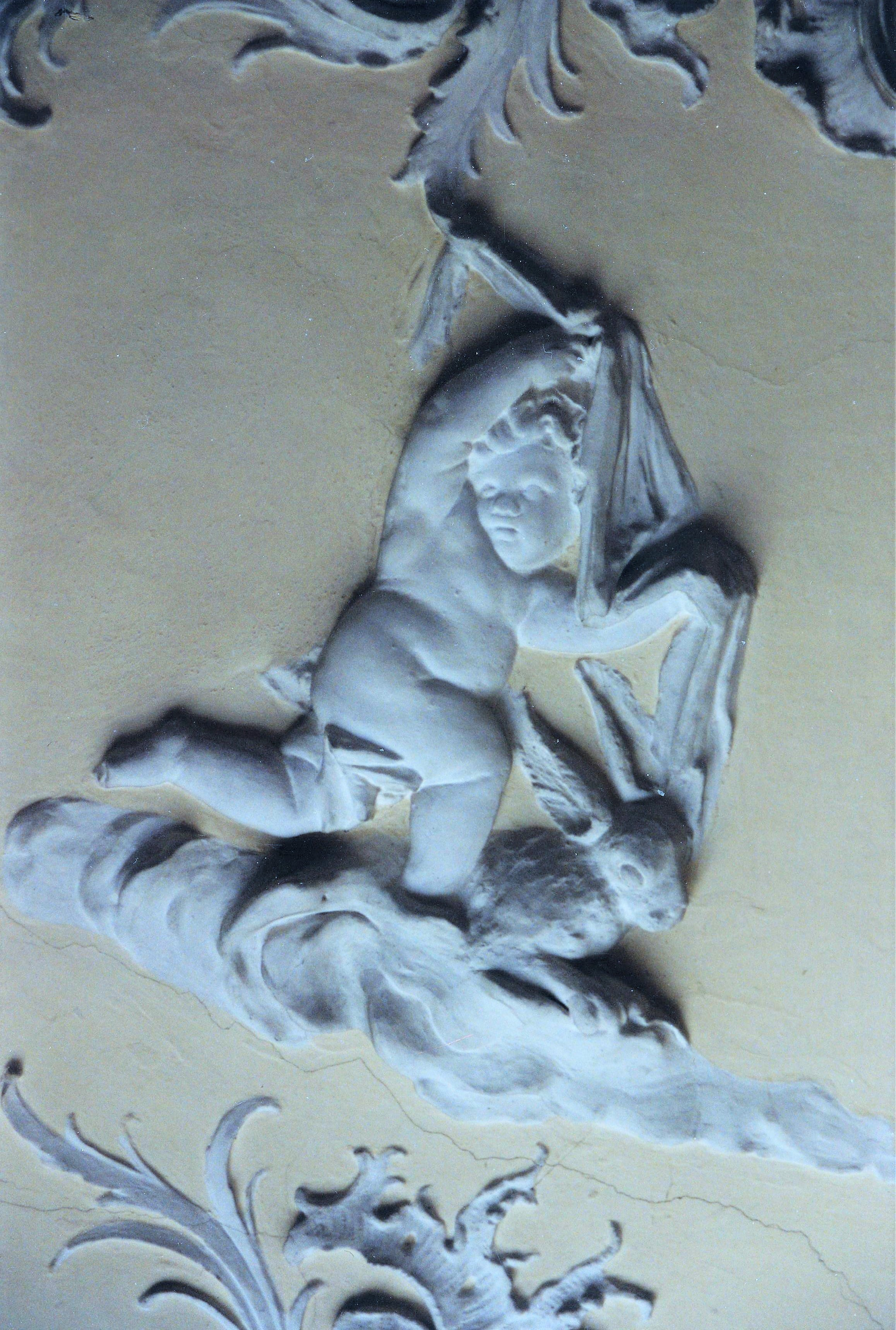
Die sieben Gaben des Heiligen Geistes: „Geist der Gottesfurcht“, von Antonio Bossi, im ehemaligen Kapitelsaal von Kloster Oberzell, jetzt Sakristei

Antonio Giuseppe Bossi (* 1699 in Porto Ceresio; † 10. Februar 1764 in Würzburg) war ein italienischer Stuckateur. Ab 1735 war er Hofstuckateur der Fürstbischöfe von Würzburg. Er war zeitlebens in den Bereichen Skulptur und Wanddekoration tätig. In Würzburg leitete er unter anderem die Ausstuckierung der Würzburger Residenz sowie der ehemaligen Prämonstratenserabtei Oberzell. Berühmt sind seine Arbeiten im Weißen Saal und im Kaisersaal der Residenz. Er wurde bislang gemeinsam mit dem Kunstschreiner und Zierratenschnitzer Ferdinand Hundt (1703–1758), sowie dem Maler und Bildhauer Johann Wolfgang van der Auwera (1708–1756) als Mitbegründer des „Würzburger Rokoko“ um 1740 angesehen, ein Stilbegriff, der jedoch in Bezug auf Bossi mittlerweile in Frage gestellt worden ist.

## Leben und Werk

### Italienische Herkunft
Über das Leben Antonio Bossis ist nur wenig bekannt. Seine Herkunft aus Porto Ceresio am Luganersee, nahe der Schweiz, ist zwar einigermaßen gesichert, doch weiterführende Informationen zu seiner Jugend in Italien fehlen. Es ist nicht bekannt, wer seine Lehrer waren, in welchen Künsten er unterrichtet wurde und durch welche Orte und Länder seine Lehrzeit ihn geführt hat.

### Ottobeuren
Aus dem Dunkel der Geschichte tritt Bossi zwischen 1726 und 1730 als Stuckateur der benediktinischen Reichsabtei Ottobeuren (heute Benediktinerabtei Ottobeuren) im Allgäu. Abt Rupert Ness hatte den Bau und die Dekoration der neuen Abteigebäude veranlasst. Bossi – damals circa 30 Jahre alt – erhielt in diesem Zusammenhang mehrere namhafte Aufträge zur Verfertigung lebensgroßer, repräsentativer Stuckfiguren-Ensembles. Drei dieser Werke sind quellentechnisch sowie stilistisch nachgewiesen:
- 1727–1728, acht lebensgroße Stuckfiguren für den Vorsaal des Kaisersaales
- 1728, sechs lebensgroße Stuckfiguren für den Vorplatz der Abtskapelle
- 1729, acht lebensgroße Stuckfiguren des Abtei-Treppenhauses

Tilmann Breuer hat Bossi darüber hinaus auch noch folgende Stuckaturen in den Abteigebäuden zugeschrieben:
- 1728, vergoldete Engel am Baldachinaltar der Abtskapelle
- 1728–1729, Stuckmarmorportale mit allegorischen Frauengestalten im Vorplatz der Abtskapelle

Bossis Ottobeurer Figuren-Ensembles sind die frühesten bekannten Arbeiten des Künstlers und damit die einzigen Werke vor dem Antritt seiner Würzburger Hofstuckateuren-Stelle. Dennoch handelt es sich dabei nicht um Frühwerke. Wie Manuel Mayer am Beispiel der Raphael-Tobias-Gruppe des Ottobeurer Abteitreppenhauses zeigen konnte, ist Bossi zu dieser Zeit kein lernender Künstler mehr. Vielmehr ist er, so Mayer, in Ottobeuren bereits umfassend ausgebildet und im Vollbesitz seiner künstlerischen Kräfte. Entgegen der gängigen Forschungsmeinung konnte Mayer deutlich machen, dass die bislang übliche, qualitative Unterscheidung zwischen Bossis figürlicher Stuckplastik und seinem dekorativen Wandstuck zu einer verzerrten Wahrnehmung der Kunstleistung geführt hat. So war es bis dato üblich, die figürlichen Plastiken des Künstlers gegenüber den Stuckdekorationen abzuwerten. Tatsächlich jedoch – so brachte es die Analyse der Raphael-Tobias-Gruppe zutage – ist die scharfe Trennung zwischen Skulptur und Dekoration bei Bossi nicht möglich und verstellt den Blick auf die faktische Bedeutung seiner Kunst. Je mehr eine Skulptur Bossis als Skulptur befriedigt, desto mehr gelingt es ihr auch, die umgebende Architektur des gegebenen Raumes zu gestalten und mit Sinn zu erfüllen, ergo zu dekorieren. Umgekehrt sucht jede noch so abstrakt erscheinende, dekorative Wandstuckierung bei Bossi den steten Bezug zu konkreter Gegenständlich- und Figürlichkeit.
Schon deshalb ist die vollkommene Neubewertung der Ottobeurer Werkphase Bossis, wie sie von Mayer eingeleitet wurde, für das Verständnis des Würzburger Werkes von ausschlaggebender Bedeutung und für die weitere Erforschung des Künstlers unerlässlich.

### Würzburg
Arbeiten im ehemaligen Hochstift Würzburg (1735–1764):
- 1737, Régence-Stuckaturen der Würzburger Schönbornkapelle[10]
- 1734–1738, Figuren in der Schönbornkapelle, darunter die Statue der Unbefleckten Jungfrau[11]
- vor 1747, Drei Altarretabel aus Stuckmarmor in der Dreifaltigkeitskirche in Gaibach
- 1744, Weißer Saal der Würzburger Residenz
- 1741–46, Ausstuckierung der Paraderäume des fürstbischöflichen Sommersitzes zu Werneck (bis 1853 vollständig zerstört)
- 1745, Ausstuckierung der Schlosskirche des fürstbischöflichen Sommersitzes zu Werneck, darunter auch der Hochaltar mit verschiedenen Skulpturen
- Ausstuckierung der Hofkirche der Würzburger Residenz[12]
- 1749, Gartensaal der Residenz Würzburg
- um 1749, Stuckaturen der Innenausstattung des sogenannten Fürstenbaus des Juliusspitals[13]
- vor 1752, Acht monumentale, männliche Stuckfiguren in den Ecken des Treppenhaus-Gewölbes der Würzburger Residenz
- 1752/53, Ausstuckierung der Innenräume von Schloss Veitshöchheim[14]
- 1753, Jünglings-Statue im Vestibül unter dem Treppenaufgang von Schloss Veitshöchheim[15]
- 1753, Altar mit Statuen der fürstbischöflichen Kapelle von Schloss Veitshöchheim[16]
- 1754/55, Chor der Dominikanerkirche Würzburg
- 1757 (mit Unterbrechungen wegen Krankheit) bis 1761, Ausstuckierung der Paraderäume der fürstbischöflichen Residenz Würzburg
- um 1761, Figurengruppen des Gartensaals der Würzburger Residenz
- um 1760, Ausstuckierung der ehemaligen Prämonstratenserabtei Oberzell, darunter das Treppenhaus, zwei Refektorien, ehemaliger Kapitelsaal, ehemalige Sakristei, Paradezimmer und Flure[17]